# 曼努埃尔·莫拉托
曼努埃尔·莫拉托（英語：Manuel "Manoling" Morato，1933年11月17日—），西班牙裔，是菲律宾的政治家，MTRCB主席。